# Dieter Salevsky
Dieter Salevsky   (Drebach, 2 de juliol de 1944 - Suhl, 3 d'octubre de 2019) fou un pilot d'enduro alemany, Campió d'Europa en 100 cc el 1971 i dues vegades campió de la RDA. El seu germà gran, Werner Salevsky, fou també Campió d'Europa i de la RDA d'enduro.
Dieter Salevsky va debutar en competicions d'enduro el 1962 i acabà l'any com a subcampió de 175 cc. El 1963 va disputar el campionat de RDA de 250 cc amb una MZ i, abans de començar la temporada següent, va entrar al departament de competició de Simson i va passar a competir en la categoria dels 50 cc. A la primera prova del campionat de la RDA, disputada a Dahlen, Dieter Salevsky va acabar segon per darrere de Siegfried Rauhut. El 1966 va guanyar la Rund um Zschopau en la categoria dels 50 cc. Aquell fou l'any de la seva tercera participació als ISDT i, des d'aleshores fins al 1974, fou inclòs anualment a la selecció de la RDA per al Vas de plata. El 1970, l'equip aconseguí el segon lloc als Sis Dies d'El Escorial, Espanya. Un any després, a l'illa de Man, Salevsky va haver de substituir Klaus Teuchert a l'equip de MZ i va canviar dels 100 als 350 cc.
La primera edició del Campionat d'Europa d'enduro, celebrada el 1967 amb el nom de Copa d'Europa, acabà tercer en la seva categoria. L'any següent, amb el Campionat d'Europa definitivament instaurat, va guanyar la prova de Zschopau i acabà com a Subcampió d'Europa de 75 cc. El 1970 va passar a la categoria de 100 cc i va tornar a guanyar la Rund um Zschopau i, dues setmanes després, la prova puntuable de Txecoslovàquia. El 1971, aconseguí finalment el títol de Campió d'Europa en aquesta cilindrada, amb la Simson. Pel que fa al Campionat de la RDA, el guanyà els anys 1969, 1971 i 1974, any en què es va retirar definitivament de les competicions.